# Urim und Thummim

Amtstracht des Hohenpriesters – In der über der Brust befindlichen Lostasche wurden die Urim und Thummim verwahrt.

Urim und Thummim (hebräisch אוּרִים וְתֻמִּים Ūrīm wəTummīm, lange etablierte Schreibweisen rühren daher, dass das ת Taw einst überwiegend mit Th transliteriert wurde) sind (vermutlich) Los- und Orakelsteine des Hohenpriesters der Israeliten nach Exodus 28,30. Im Hebräischen bedeuten die Worte ‚Lichter und Vollkommenheiten‘. Andere Übersetzungen sind: ‚die Lichtenden und die Schlichtenden‘ (Buber/Rosenzweig), ‚Licht und Recht‘ (Luther) oder ‚Licht und Wahrheit‘ (Graetz).

## Bibel
In der hebräischen Bibel kommen die Urim und Thummim an folgenden Stellen vor: 2 Mos 28,30 , 3 Mos 8,8 , 5 Mos 33,8 , Esra 2,63 , Neh 7,65 . Außerdem werden die Urim (ohne die Thummim) in 4 Mos 27,21 , 1 Sam 14,41  und 1 Sam 28,6  erwähnt. Dies sind die einzigen Quellentexte. Sie besagen, dass die Urim und Thummim zur Entscheidung von Problemen und zur Beantwortung von Fragen an Gott dienen sollten.
Nach verbreiteter Ansicht waren es zwei Steine mit unterschiedlich gefärbten Seiten, die in der Lostasche am Efod befestigt waren, durch die der Hohepriester den Willen Gottes erfahren konnte (Numeri 27,21). Wie der Losentscheid durchgeführt wurde, ist nicht überliefert. Nach dem Babylonischen Exil wurden diese Steine nicht mehr benutzt (vgl. Nehemia 7,65 sowie 2. Makkabäer 2,1-7). Nach anderer Auffassung handelte es sich um die zwölf Edelsteine, die sich auf dem Brustschild des Efod befanden. Dem widerspricht, dass bei der Priestereinsetzung Aaron der fertige mit 12 Steinen besetzte Brustschild (Choschen) angelegt wurde. Danach wurden die Lossteine in die Brusttasche gelegt (3 Mos 8,8 ).
Nach Uffenheimer erlaubte die Tora  lediglich drei Arten der Weissagung, so die Befragung der Urim und Thummim, der Traumdeutung und die Befragung eines Propheten, dies waren die einzigen Verbindungswege in der „Kommunikation von Gott und Mensch“ sich ihnen zu offenbaren.

## Talmud
Im Talmud finden sich ziemlich verschiedene Spekulationen über die Natur der Urim und Thummim. Man nimmt an, dass das Ritual zur Zeit der Abfassung des Talmuds nicht mehr bekannt war.
Der Priester Sacharja, Sohn Berechjahs und Enkel Jehojadas, warnte im Tempel, dass Gott das Volk verlasse wenn es IHN verlasse (2. Chronika 24,19–22). König Joas ließ den Priester im Tempel an einem Sabbat, der zudem Versöhnungstag war, steinigen. Gemäß der apokryphen Schrift „Leben der Propheten“ sahen die Priester seit dem Tod jenes Priesters im Tempel nie mehr wie zuvor die Erscheinungen des Engel des Herrn, noch erhielten sie mit dem Ephod Gottes Antworten. Die Warnung Sacharjas erfüllte sich somit.

## Buch Mormon
Auch Joseph Smith, den Mitglieder der Kirche Jesu Christi der Heiligen der Letzten Tage („Mormonen“) als Propheten anerkennen, soll nach eigener Aussage zur Übersetzung des Buches Mormon Steine dieses Namens verwendet haben, die er vom Engel Moroni erhielt. Die Steine waren seiner Beschreibung nach Kristalle. Die Urim und Thummim bestehen nach mormonischer Lehre aus zwei in Silberbügeln befestigten Steinen, die manchmal mit einem Brustschild (Kleidungsstück, das der Hohepriester im Gesetz des Mose trug, siehe 2 Mos 28,15–30 ) benutzt werden. Die Urim und Thummim seien ein von Gott bereitetes Hilfsmittel, um Offenbarungen zu erlangen und Sprachen übersetzen zu können. Nur ein Prophet, Seher und Offenbarer könne nach dieser Lehre die Urim und Thummim benutzen.

## Sonstige Verwendung

Wappen der Yale-Universität

Der Begriff Urim und Thummim wird auch als Wahlspruch oder Leitmotiv verwendet, sowohl auf Hebräisch als auch auf Latein (lux et veritas), z. B. von der Yale University in Connecticut, USA.